# John Bedford Lloyd
John Bedford Lloyd (New Haven, 2 gennaio 1956) è un attore statunitense.

## Vita privata
Sposato con l'attrice Anne Twomey dal 1986, da lei ha avute due figlie.

## Filmografia parziale

### Cinema
- Una poltrona per due (Trading Places), regia di John Landis (1983)
- C.H.U.D., regia di Douglas Cheek (1984)
- I duri non ballano (Tough Guys Don't Dance), regia di Norman Mailer (1987)
- Dall'altro lato della strada (Crossing Delancey), regia di Joan Micklin Silver (1988)
- The Abyss, regia di James Cameron (1989)
- Philadelphia, regia di Jonathan Demme (1993)
- Facile preda (Fair Game), regia di Andrew Sipes (1995)
- Gli intrighi del potere - Nixon (Nixon), regia di Oliver Stone (1995)
- Super Troopers, regia di Jay Chandrasekhar (2001)
- I ragazzi della mia vita (Riding in Cars with Boys), regia di Penny Marshall (2001)
- The Bourne Supremacy, regia di Paul Greengrass (2004)
- The Manchurian Candidate, regia di Jonathan Demme (2004)
- L'imbroglio - The Hoax (The Hoax), regia di Lasse Hallström (2006)
- The Killing Floor - Omicidio ai piani alti (The Killing Floor), regia di Gideon Raff (2007)
- Wall Street - Il denaro non dorme mai (Wall Street: Money Never Sleeps), regia di Oliver Stone (2010)
- 13 - Se perdi... muori (13), regia di Géla Babluani (2011)
- Muhammad Ali's Greatest Fight, regia di Stephen Frears (2013)

### Televisione
- Ai confini della notte (The Edge of Night) – serie TV, 9 episodi (1983)
- Hometown – serie TV, 10 episodi (1985)
- Kojak: The Price of Justice – film TV (1987)
- Aliens in the Family – serie TV, 8 episodi (1996)
- Remember WENN – serie TV, 25 episodi (1996-1998)
- Un mondo senza tempo (The Simple Life of Noah Dearborn) – film TV (1999)
- Taking Chance - Il ritorno di un eroe (Taking Chance) – film TV (2009)
- Person of Interest – serie TV, episodio 2x10 (2012)
- Muhammad Ali's Greatest Fight – film TV (2013)
- Ozark – serie TV, 10 episodi (2018-2022)
- Law & Order - I due volti della giustizia (Law & Order) – serie TV, 4 episodi (1992-2022)

## Doppiatori italiani
Nelle versioni in italiano delle opere in cui ha recitato, John Bedford Lloyd è stato doppiato da:
- Fabrizio Temperini in Suits, Gotham
- Massimo Lodolo in Law & Order - I due volti della giustizia (ep. 2x14)
- Danilo De Girolamo in Law & Order - I due volti della giustizia (ep. 7x06)
- Sergio Lucchetti in The Bourne Supremacy
- Luca Biagini in The Killing Floor - Omicidio ai piani alti
- Maurizio Reti in Taking Chance - Il ritorno di un eroe
- Stefano De Sando in The Good Wife
- Oliviero Dinelli in Person of Interest
- Ambrogio Colombo in Ozark
- Stefano Mondini in The Equalizer
- Guido Sagliocca in NCIS: New Orleans
- Antonio Palumbo in FBI: Most Wanted